# Amphinemura nigrifrons
Amphinemura nigrifrons är en bäcksländeart som beskrevs av Peter Zwick 1977. Amphinemura nigrifrons ingår i släktet Amphinemura och familjen kryssbäcksländor. Inga underarter finns listade i Catalogue of Life.